# Phaeangellina
Phaeangellina is een monotypisch geslacht van schimmels behorend tot de familie Gelatinodiscaceae. Het bevat alleen de soort Phaeangellina empetri.